# Wetzlar
Wetzlar − miasto powiatowe w Niemczech w kraju związkowym Hesja, w rejencji Gießen, siedziba powiatu Lahn-Dill. Leży nad rzeką Lahn. Najbliżej położone duże miasta: Gießen (ok. 15 km na zachód), Siegen (ok. 70 km na południe) i Frankfurt nad Menem (ok. 70 km na północ).
Wetzlar to miasto o szczególnym statusie (Sonderstatusstadt), oznacza to, że przejęło niektóre zadania powiatu.

## Historia
W roku 1180 Wetzlar został wolnym miastem Rzeszy (Freie Reichsstadt), co oznacza, że był zależny bezpośrednio od cesarza, z pominięciem lokalnych feudałów.

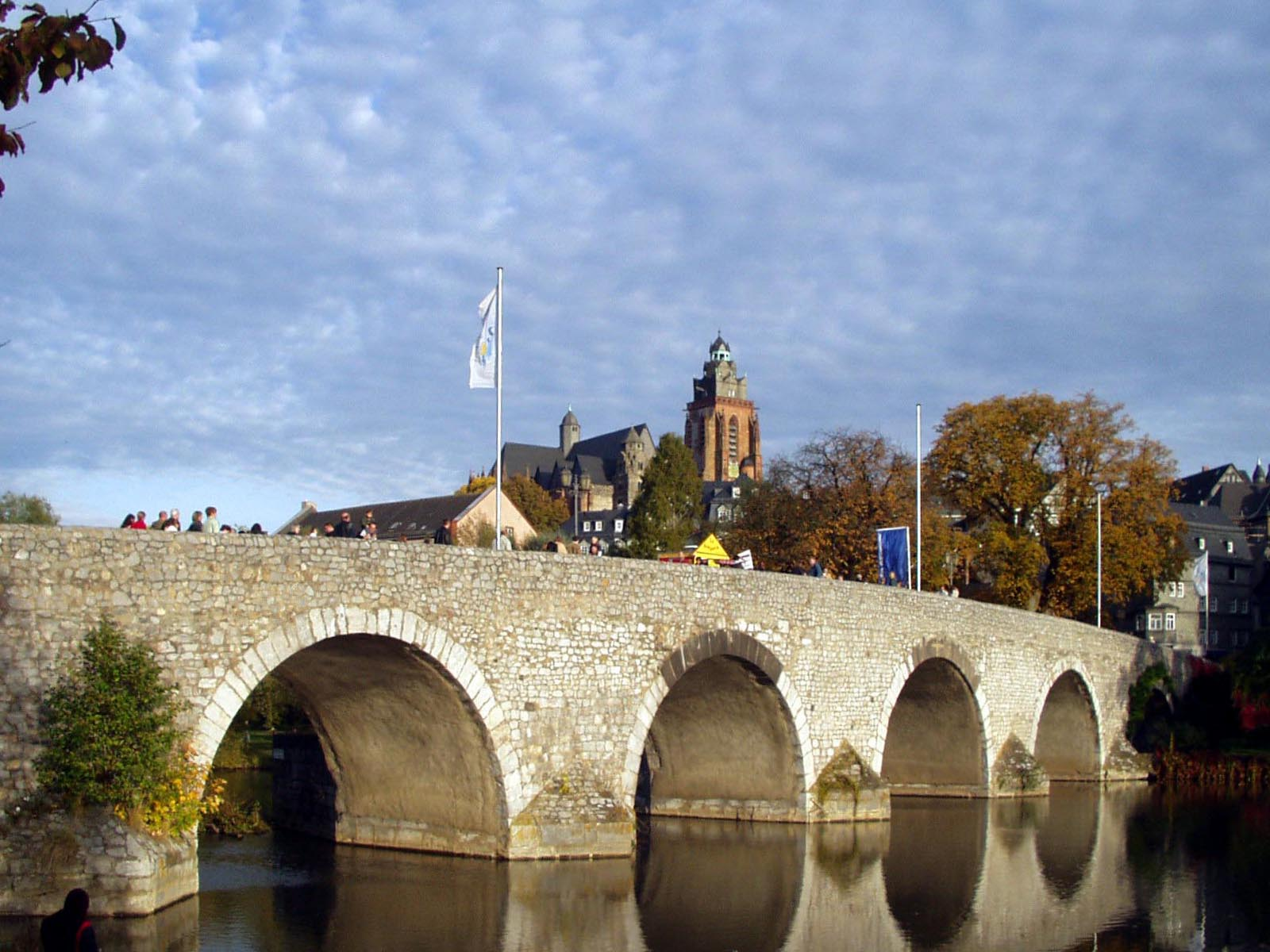
Most nad Lahn

Podczas I wojny światowej w miejscowości istniał obóz jeniecki, powstały jeszcze w XVIII w. Położony był około dwóch kilometrów na południowy wschód od centrum miasta. W obozie przebywało ponad 15000 jeńców wojennych z Rosji. Większość z nich  stanowili ukraińscy więźniowie (m.in. Roman Perfećkyj), którym zaoferowano lepsze warunki, aby pozyskać ich jako potencjalnych przyszłych sojuszników przeciwko Rosji.
Od maja 1944 do marca 1945 – niemiecki obóz przejściowy Dulag Luft Wetzlar (Klosterwald) dla lotników alianckich:
- Dulag-Luft-West - dla jeńców angloamerykańskich
- Dulag-Luft-Ost - dla jeńców rosyjskich

## Gospodarka
Miejscowe przedsiębiorstwa:
- Leica
- Siemens AG
- Philips
- Buderus
- Minox

## Sport
- HSG Wetzlar – klub piłki ręcznej mężczyzn (mecze rozgrywane w Rittal-Arena).
- Eintracht Wetzlar – klub piłkarski

## Współpraca
Miejscowości partnerskie:
- Awinion, Francja
- Colchester, Wielka Brytania
- Dori, Burkina Faso
- Ilmenau, Niemcy
- Moskwa, Rosja
- Neukölln, Niemcy
- Písek, Czechy
- Point Pedro, Sri Lanka
- Reith bei Kitzbühel, Austria (kontakty utrzymuje dzielnica Garbenheim)
- São Paulo, Brazylia
- Schladming, Austria
- Siena, Włochy
- Windhuk, Namibia

## Osoby związane z miastem
- Oskar Barnack – pracował tutaj
- August Bebel – mieszkał tutaj
- Johann Wolfgang von Goethe – pracował tutaj